# Hollister (Caroline du Nord)
Pour les articles homonymes, voir Hollister.
Hollister est une census-designated place américaine située dans le comté de Halifax dans l'État de Caroline du Nord. En 2010, sa population était de 2 950 habitants.

## Démographie
| 2000 | 2010 | - | - | - | - |
| ---- | ---- | - | - | - | - |
| 808  | 674  | - | - | - | - |